# Managarm
 (juillet 2009).
Si vous disposez d'ouvrages ou d'articles de référence ou si vous connaissez des sites web de qualité traitant du thème abordé ici, merci de compléter l'article en donnant les références utiles à sa vérifiabilité et en les liant à la section « Notes et références ».
Les Managarm (« chiens ou loups de la Lune ») sont, dans la mythologie nordique les loups monstrueux descendants du loup Fenrir et de la géante Iarnvid. Ce sont des créatures féroces et sauvages, dont les représentants les plus célèbres sont Hati et Sköll. Ils prennent la vie des mourants et se nourrissent de la chair des cadavres. À la fin des temps (le Ragnarök), ils avalent la lune et le soleil, et aspergent le ciel et le trône des dieux de sang. 

## Postérité
Dans la saga La Malédiction de l'anneau, Managarm est le nom d'une louve monstrueuse qui vit dans la forêt de Fer.